# سیارک ۱۲۲۶۷
سیارک ۱۲۲۶۷ (به انگلیسی: 12267 Denneau، نامگذاری:1990KN1) دوازده هزار و دویست و شصت و هفتمین سیارک کشف شده‌است که در ۳۱ مه ۱۹۹۰ کشف شد.
قدر مطلق سیارک برابر ۹.۸ است.